# کبود (فیلم)
کبود شده (به انگلیسی: Bruised) یک فیلم ورزشی و درام محصول سال ۲۰۲۰ به کارگردانی هلی بری در اولین کارگردانی خود از فیلمنامه میشل روزنفرب است. بازیگران اصلی این فیلم هلی بری، شامیر اندرسون، آدان کانتو و شیلا آتیم هستند.
این فیلم اولین نمایش جهانی خود را در جشنواره بین‌المللی فیلم تورنتو ۲۰۲۰ در ۱۲ سپتامبر ۲۰۲۰ داشت و بعداً در سینماهای منتخب و در نتفلیکس در نوامبر ۲۰۲۱ اکران شد. این فیلم با نقدهای متفاوتی از منتقدان روبرو شد که کارگردانی و بازی بری را تحسین کردند، اما از فیلمنامه انتقاد کردند.

## داستان
جکی جاستینگ مبارز ننگین هنرهای رزمی ترکیبی (MMA) مجبور است با یکی از ستارگان در حال ظهور جهان MMA روبرو شود و با بازگشت پسر ۶ ساله خود به مادری که شایسته اوست مقابله کند.

## بازیگران
- هلی بری در نقش جکی جاستینگ
- شامیر اندرسون به عنوان مالک تشویق کننده لیگ
- آدان کانتو در نقش دیسی
- شیلا آتیم
- لی‌لا لورن
- استیون هندرسون در نقش پوپس
- والنتینا شوچنکو در نقش بانوی قاتل[۴][۵]

## تولید
فیلم‌برداری اصلی در نوامبر ۲۰۱۹، در نیوجرسی آغاز شد. مکان‌های فیلمبرداری شامل سالن پیاده‌روی جیم ویلان در آتلانتیک سیتی، نیوجرسی و سالن ورزش بوکس در نیوآرک بود. در حین فیلمبرداری، بری دچار آسیب دیدگی جزئی شد و فیلمبرداری برای چند روز به حالت تعلیق درآمد. تولید در ۲۷ نوامبر از سر گرفته شد. تولید در تاریخ ۲۰ دسامبر ۲۰۱۹ به پایان رسید.
آهنگسازی فیلم توسط ترنس بلنچرد ساخته شده‌است.
در وب‌سایت جمع‌آوری نقد راتن تومیتوز از ۹۱ نقد منتقد، با میانگین امتیاز ۵٫۶ از ۱۰ مثبت هستند. اجماع وب‌سایت چنین می‌گوید: «Bruised آنقدرها که عنوانش نشان می‌دهد سخت‌گیرانه نیست، اما هالی بری در اولین کارگردانی‌اش دو طرف دوربین را تحت تأثیر قرار می‌دهد». در متاکریتیک، این فیلم بر اساس ۲۳ منتقد، میانگین وزنی ۵۲ از ۱۰۰ را دریافت کرده‌است که نشان دهنده «نقدهای مختلط یا متوسط» است.